# 5081 Sanguin
5081 Sanguin (1976 WC1) là một tiểu hành tinh vành đai chính được phát hiện ngày 18 tháng 11 năm 1976 bởi Felix Aguilar Observatory team ở El Leoncito Station.